# Einar Páll Tómasson
Einar Páll Tómasson (Árborg, 19 settembre 1968) è un ex calciatore islandese, di ruolo difensore.

## Carriera

### Club
Tómasson cominciò la carriera con la maglia del Valur. Passò poi ai tedeschi del Paderborn, prima di fare ritorno al Valur. Nel 1993, giocò per gli svedesi del Degerfors, club militante nell'Allsvenskan. Nel corso dello stesso anno, passò ai norvegesi del Raufoss, dove rimase fino al 1998, fatta eccezione per un breve ritorno in Islanda nel 1994, al Breiðablik. Nel 1999, chiuse la carriera al Valur.

### Nazionale
Conta 5 presenze per l'Islanda. Esordì l'8 agosto 1990, nella vittoria per 2-3 sulle Fær Øer.